# Литрас, Никифорос
Никифорос Литрас (греч. Νικηφόρος Λύτρας, 1832, Пиргос, Тинос — 13 июня 1904, Афины) — греческий художник, представитель Мюнхенской школы.

## Биография
Никифорос Литрас родился в 1832 году на кикладском острове Тинос в семье скульптора по мрамору. В 1850 году в возрасте восемнадцати лет он начал обучение в Афинской школе изящных искусств. Он учился живописи у Людвига Тирша и Рафаэлло Чеколли. После окончания Школы в 1856 году начал в ней преподавать.
В 1836 получил стипендию греческого правительства и отправился в Мюнхен, чтобы учиться в Королевской академии художественных искусств. Его учителем стал Карл Теодор фон Пилоти. В 1862 король Оттон был свергнут с греческого престола, и на стипендию Никифорос Литрас больше рассчитывать не мог, однако все расходы по обучению взял на себя посол Греции в Вене Симон Синас. Летом 1865 года, накануне возвращения в Грецию, он встречает Николаоса Гизиса в Мюнхене. Вместе они увидели и изучили много шедевров искусства.
После возвращения в Афины Никифорос Литрас стал профессором в Афинской школе изящных искусств в отделе живописи и преподавал там в течение 38 лет. В 1873 он отправился на четыре года в Смирну, путешествовал по Малой Азии, Египту вместе с Николаосом Гизисом. В 1879 году он женился на Ирине Кириакиди, дочери торговца из Смирны, которая родила ему впоследствии шестерых детей. Его сын Николаос Литрас пошёл по стопам отца, также учился в Мюнхенской академии изящных искусств, а затем возглавлял Афинскую школу искусств.
Художником стал и другой его сын, Периклис Литрас.
В дальнейшем Никифорос Литрас основал «Арт-группу», которая провела собственную выставку в Париже в 1919 году. Среди других членов группы были такие греческие художники, как Деметриос Галанис, друживший с Андре Дереном, Жоржем Браком и Пабло Пикассо и бывший членом Французской академии. Предвестниками Арт-группы традиционно считаются греческие художники 19 века Алтамурас, Иоаннис и Пантазис, Периклис.
Никифорос Литрас умер в возрасте 72 лет летом 1904 года после непродолжительной болезни, причиной которой стали токсичные вещества, содержавшиеся в красках. Художник Георгиос Яковидис занял его место в Афинской школе изящных искусств.

## Ученики
- Прокопиу, Георгиос
- Пулакас, Иоаннис
- Пантазис, Периклис

## Галерея работ

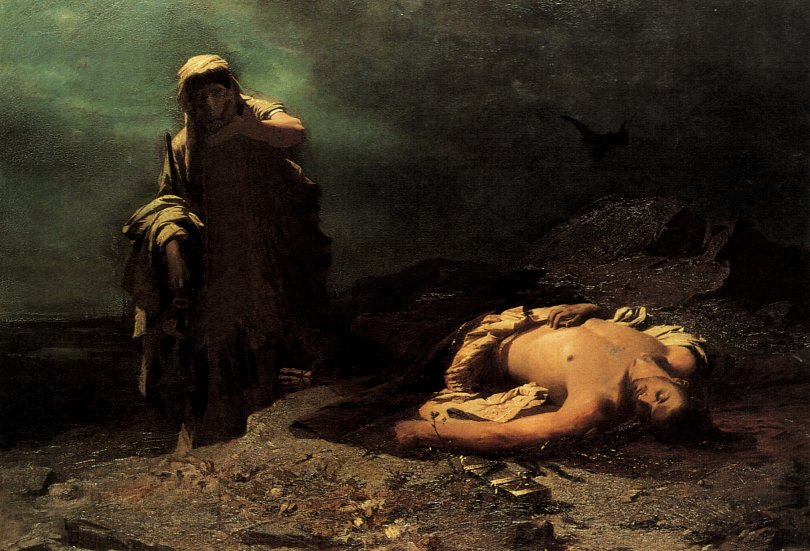
«Антигона перед Полиником»
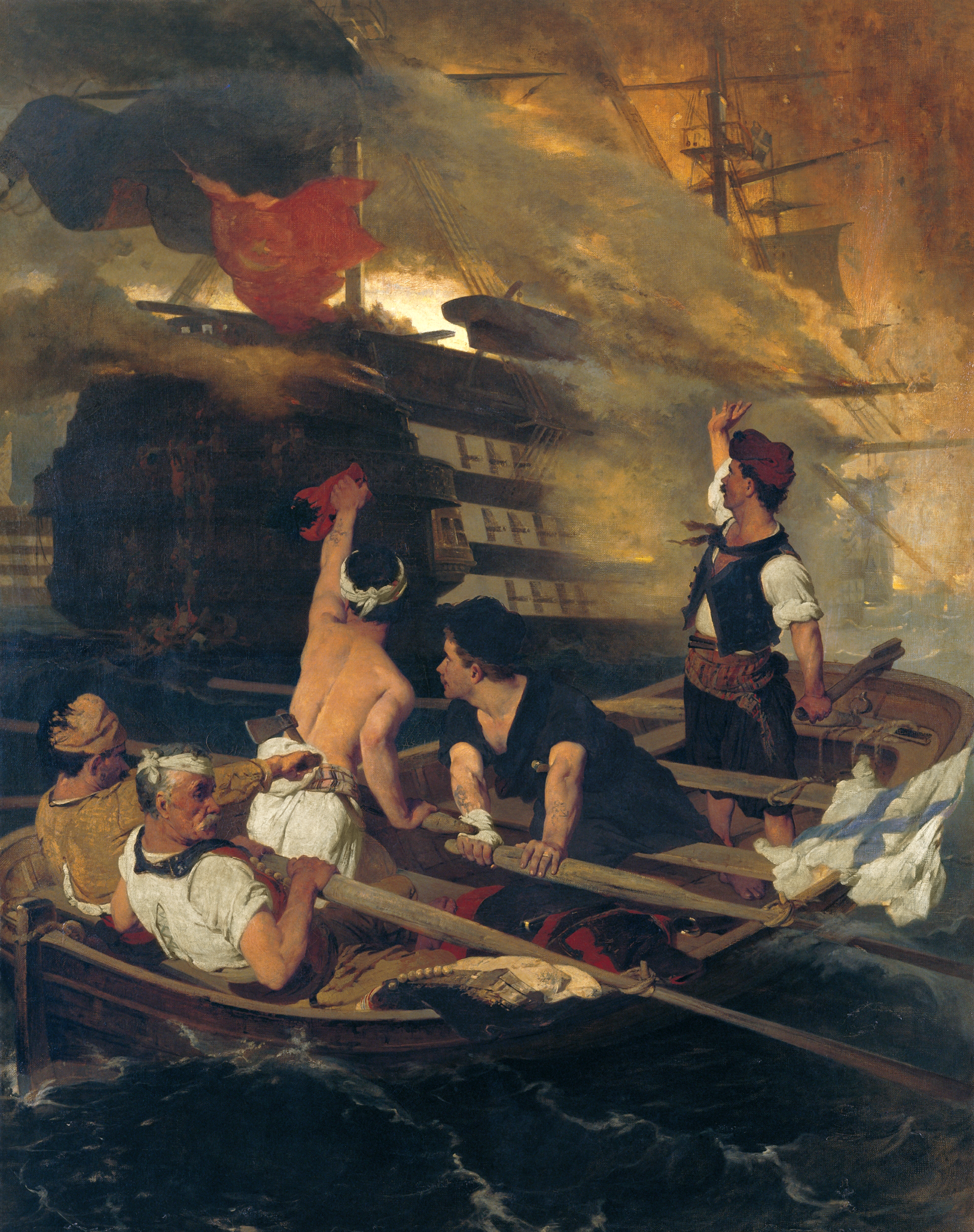
«Сожжёный Канарисом флагман Кара-Али»
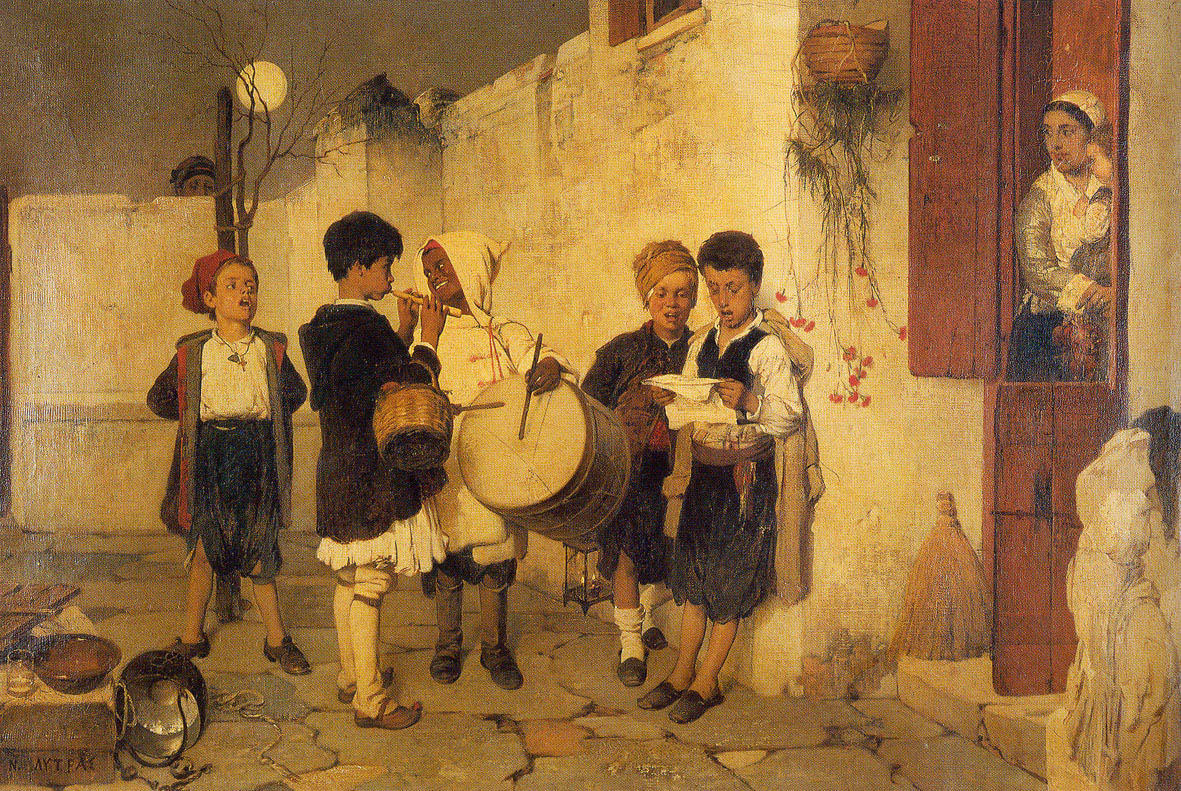
«Колядки»
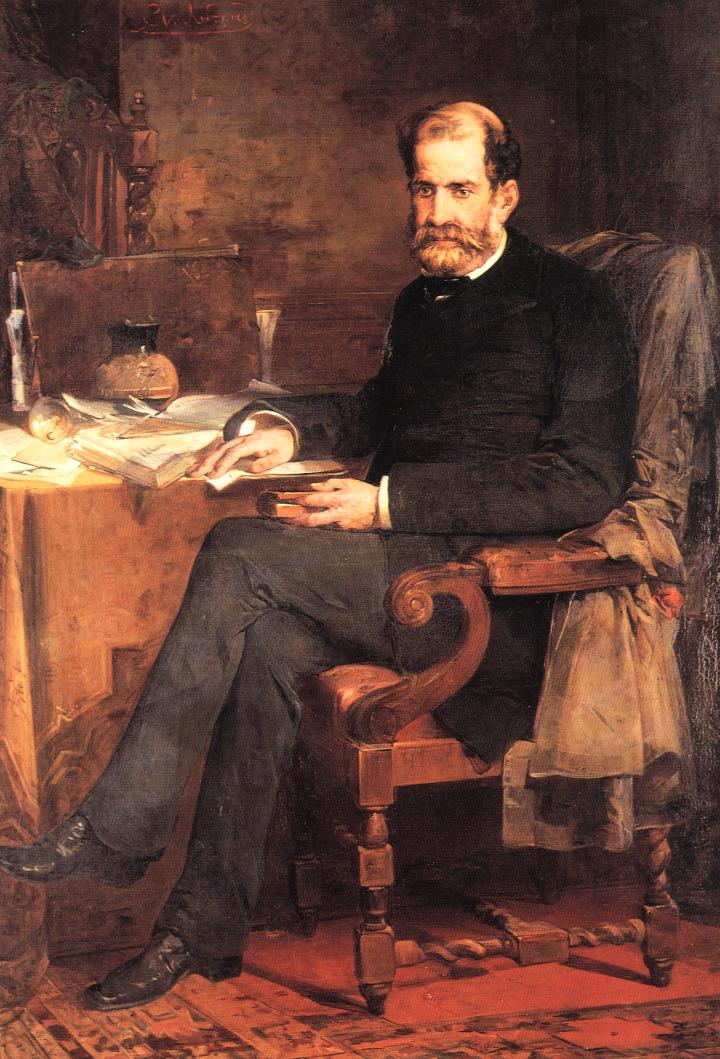
«Лисандрос Кавтанзоглу»
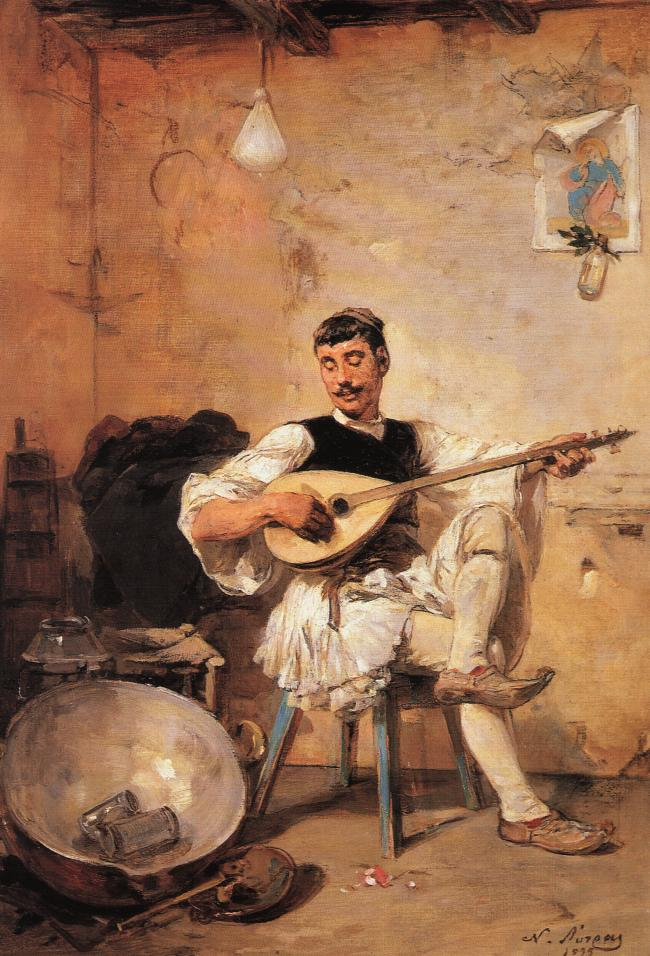
«Молочник»